# 1966 год
1966 (ты́сяча девятьсо́т шестьдеся́т шесто́й) год  по григорианскому календарю — невисокосный год, начинающийся в субботу. Это 1966 год нашей эры, 6‑й год 7‑го десятилетия XX века 2‑го тысячелетия, 7‑й год 1960‑х годов. Он закончился 59 лет назад.
| Пн | Вт | Ср | Чт | Пт | Сб | Вс |
|    |    |    |    |    | 1  | 2  |
| 3  | 4  | 5  | 6  | 7  | 8  | 9  |
| 10 | 11 | 12 | 13 | 14 | 15 | 16 |
| 17 | 18 | 19 | 20 | 21 | 22 | 23 |
| 24 | 25 | 26 | 27 | 28 | 29 | 30 |
| 31 |    |    |    |    |    |    |

| Пн | Вт | Ср | Чт | Пт | Сб | Вс |
|    | 1  | 2  | 3  | 4  | 5  | 6  |
| 7  | 8  | 9  | 10 | 11 | 12 | 13 |
| 14 | 15 | 16 | 17 | 18 | 19 | 20 |
| 21 | 22 | 23 | 24 | 25 | 26 | 27 |
| 28 |    |    |    |    |    |    |

| Пн | Вт | Ср | Чт | Пт | Сб | Вс |
|    | 1  | 2  | 3  | 4  | 5  | 6  |
| 7  | 8  | 9  | 10 | 11 | 12 | 13 |
| 14 | 15 | 16 | 17 | 18 | 19 | 20 |
| 21 | 22 | 23 | 24 | 25 | 26 | 27 |
| 28 | 29 | 30 | 31 |    |    |    |

| Пн | Вт | Ср | Чт | Пт | Сб | Вс |
|    |    |    |    | 1  | 2  | 3  |
| 4  | 5  | 6  | 7  | 8  | 9  | 10 |
| 11 | 12 | 13 | 14 | 15 | 16 | 17 |
| 18 | 19 | 20 | 21 | 22 | 23 | 24 |
| 25 | 26 | 27 | 28 | 29 | 30 |    |

| Пн | Вт | Ср | Чт | Пт | Сб | Вс |
|    |    |    |    |    |    | 1  |
| 2  | 3  | 4  | 5  | 6  | 7  | 8  |
| 9  | 10 | 11 | 12 | 13 | 14 | 15 |
| 16 | 17 | 18 | 19 | 20 | 21 | 22 |
| 23 | 24 | 25 | 26 | 27 | 28 | 29 |
| 30 | 31 |    |    |    |    |    |

| Пн | Вт | Ср | Чт | Пт | Сб | Вс |
|    |    | 1  | 2  | 3  | 4  | 5  |
| 6  | 7  | 8  | 9  | 10 | 11 | 12 |
| 13 | 14 | 15 | 16 | 17 | 18 | 19 |
| 20 | 21 | 22 | 23 | 24 | 25 | 26 |
| 27 | 28 | 29 | 30 |    |    |    |

| Пн | Вт | Ср | Чт | Пт | Сб | Вс |
|    |    |    |    | 1  | 2  | 3  |
| 4  | 5  | 6  | 7  | 8  | 9  | 10 |
| 11 | 12 | 13 | 14 | 15 | 16 | 17 |
| 18 | 19 | 20 | 21 | 22 | 23 | 24 |
| 25 | 26 | 27 | 28 | 29 | 30 | 31 |

| Пн | Вт | Ср | Чт | Пт | Сб | Вс |
| 1  | 2  | 3  | 4  | 5  | 6  | 7  |
| 8  | 9  | 10 | 11 | 12 | 13 | 14 |
| 15 | 16 | 17 | 18 | 19 | 20 | 21 |
| 22 | 23 | 24 | 25 | 26 | 27 | 28 |
| 29 | 30 | 31 |    |    |    |    |

| Пн | Вт | Ср | Чт | Пт | Сб | Вс |
|    |    |    | 1  | 2  | 3  | 4  |
| 5  | 6  | 7  | 8  | 9  | 10 | 11 |
| 12 | 13 | 14 | 15 | 16 | 17 | 18 |
| 19 | 20 | 21 | 22 | 23 | 24 | 25 |
| 26 | 27 | 28 | 29 | 30 |    |    |

| Пн | Вт | Ср | Чт | Пт | Сб | Вс |
|    |    |    |    |    | 1  | 2  |
| 3  | 4  | 5  | 6  | 7  | 8  | 9  |
| 10 | 11 | 12 | 13 | 14 | 15 | 16 |
| 17 | 18 | 19 | 20 | 21 | 22 | 23 |
| 24 | 25 | 26 | 27 | 28 | 29 | 30 |
| 31 |    |    |    |    |    |    |

| Пн | Вт | Ср | Чт | Пт | Сб | Вс |
|    | 1  | 2  | 3  | 4  | 5  | 6  |
| 7  | 8  | 9  | 10 | 11 | 12 | 13 |
| 14 | 15 | 16 | 17 | 18 | 19 | 20 |
| 21 | 22 | 23 | 24 | 25 | 26 | 27 |
| 28 | 29 | 30 |    |    |    |    |

| Пн | Вт | Ср | Чт | Пт | Сб | Вс |
|    |    |    | 1  | 2  | 3  | 4  |
| 5  | 6  | 7  | 8  | 9  | 10 | 11 |
| 12 | 13 | 14 | 15 | 16 | 17 | 18 |
| 19 | 20 | 21 | 22 | 23 | 24 | 25 |
| 26 | 27 | 28 | 29 | 30 | 31 |    |

## События

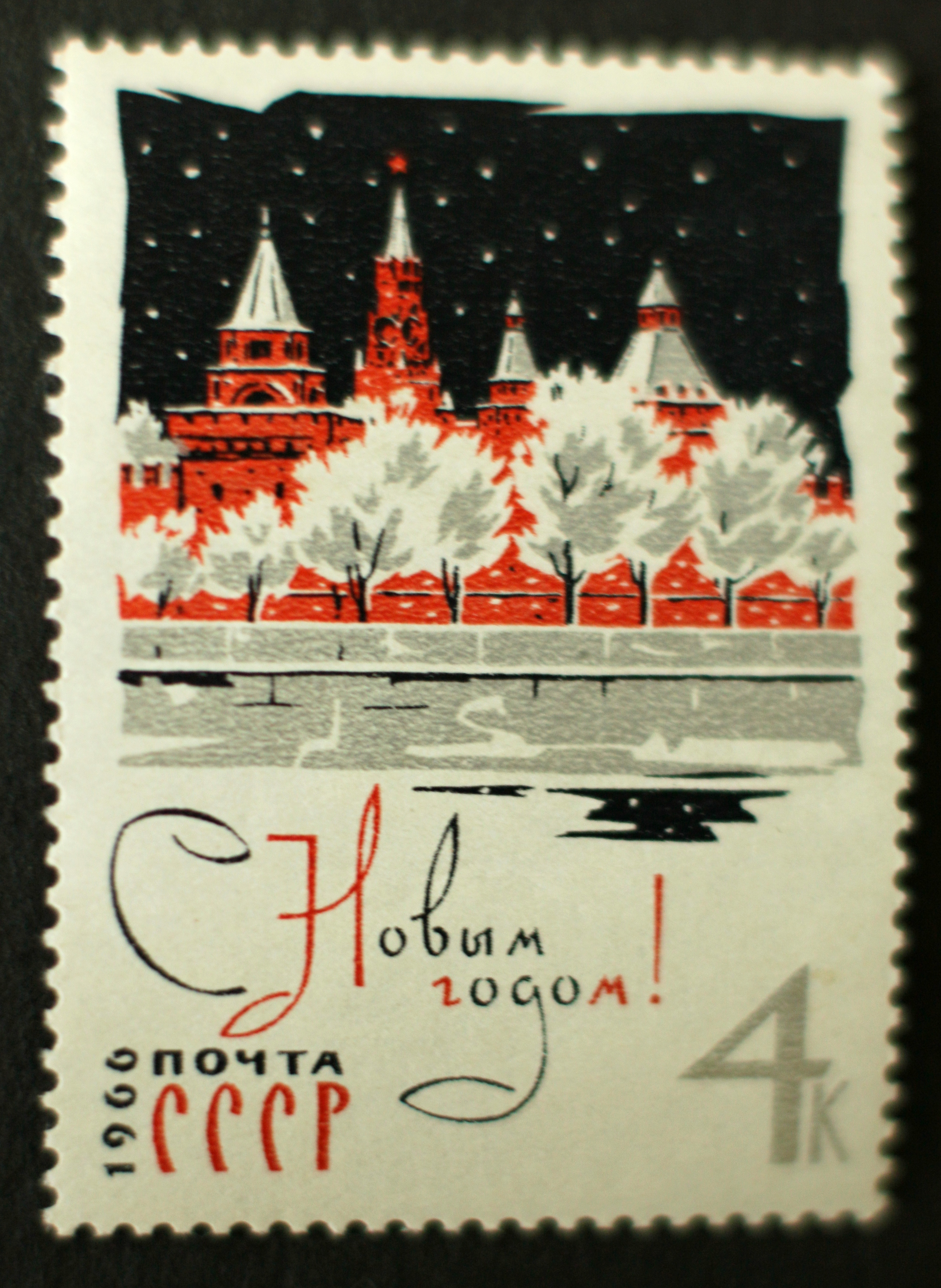
Почтовая марка СССР, 1966 год

### Январь
- Мурманский морской торговый порт был награждён орденом Трудового Красного Знамени[1].
- 1 января — Катастрофа Ил-14 на Камчатке.
- 3 января — 15 января — в Гаване проходила 1-я конференция Организации солидарности народов Азии, Африки и Латинской Америки.
- 4 января — президентом Верхней Вольты после отставки М. Ямеого стал генерал С. Ламизана, занявший также посты премьер-министра, министра обороны и министра иностранных дел.
- 4 января — 10 января — в Ташкенте при посредничестве А. Н. Косыгина прошли переговоры между премьер-министром Индии Л. Б. Шастри и президентом Пакистана Айюб Хан о прекращении военных действий в ходе индо-пакистанской войны.
- 8 января — генерал Ш. де Голль официально провозглашён президентом Франции на второй семилетний срок. Премьер-министром страны назначен Ж. Помпиду.
- 10 января — в Ташкенте подписана Ташкентская декларация.
- 13 января — в Таизе (Йеменская Арабская Республика) подписано соглашение о слиянии Национального фронта освобождения оккупированного юга Йемена (НФООЮЙ) и Организации освобождения оккупированного юга Йемена во Фронт освобождения оккупированного юга Йемена (ФЛОСИ) во главе с А. Кави Макави[2]. На следующий день генеральный секретарь НФООЮЙ К. Мухаммед аш-Шааби объявил это соглашение недействительным, а действия подписавшего соглашение от имени НФООЮЙ Али Салями — самовольными[3].
- 14 января
  - Катастрофа прототипа Ту-134.
  - Катастрофа C-54 в Картахене.
- 15 января — военный переворот в Нигерии. Президент Ннамди Азикиве смещён, премьер-министр Абубакар Балева убит, к власти пришёл командующий армией генерал Джонсон Агийи-Иронси, возглавивший Высший военный совет. Пост президента страны упразднён[4].
- 17 января — американский бомбардировщик B-52 с термоядерным оружием на борту столкнулся над Испанией с самолётом-заправщиком. Погибли семь человек, поиски одной из термоядерных бомб продолжались два месяца[5].
- 23 января — Катастрофа Ан-8 в Лахте.
- 24 января
  - Индира Ганди возглавила правительство Индии, став вторым в истории премьер-министром государства.
  - Катастрофа Boeing 707 на Монблане.

### Февраль
- 3 февраля — «Луна-9» первой из АМС осуществила посадку на поверхность Луны. На Землю впервые переданы панорамы лунного ландшафта[6].
- 4 февраля — Катастрофа Boeing 727 под Токио — крупнейшая в мире катастрофа одного самолёта на тот момент (133 погибших).
- 10–14 февраля — Суд над писателями А. Синявским и Ю. Даниэлем в СССР.
- 16 февраля — Катастрофа Ил-14 под Печорой, погибли 26 человек.
- 17 февраля — Катастрофа Ту-114 в Шереметьеве — единственная в истории данной модели самолёта. Погиб 21 человек.
- 22 февраля — между СССР и Египтом подписан протокол, согласно которому СССР оказывал содействие в строительстве Хелуанского металлургического комбината[7].
- 23 февраля — в Сирии произошёл 8-й военный переворот в её истории. К власти пришло левое крыло партии БААС во главе с генералом Салахом Джедидом. Новым президентом страны назначен Нуреддин Атаси[8].
- 24 февраля — первый президент Ганы Кваме Нкрума свергнут военными во время своей поездки в Ханой. К власти пришёл Национальный совет освобождения во главе с генералом Джозефом Анкрой. Социалистические реформы Кваме Нкрумы отменены[9].
- 28 февраля — впервые в мире отряд атомных подводных лодок ВМФ СССР совершил кругосветное плавание без всплытия в надводное положение, успешно завершив поход через 1,5 месяца.

### Март
- 4 марта — Катастрофа DC-8 в Токио.
- 5 марта — Катастрофа Boeing 707 на Фудзи.
- 10 марта — Катастрофа DC-6 под Афинами.
- 16 марта — старт Джемини-8 (США), приземление 17 марта. Экипаж — Нил Армстронг, Дэвид Скотт.
- 17 марта — первый пуск с космодрома Плесецк — ракетой-носителем «Восток-2» на орбиту Земли выведен искусственный спутник «Космос-112»
- 18 марта — Катастрофа Ан-24 под Каиром.
- 26 марта
  - Массовые демонстрации в ряде городов США с требованием прекращения войны во Вьетнаме.
  - Катастрофа Let L-200 под Новороссийском.
- 28 марта — Президентом Турции избран Джевдет Сунай.
- 29 марта — 8 апреля — в Москве состоялся XXIII съезд КПСС, упразднивший Президиум ЦК КПСС и восстановивший Политбюро ЦК КПСС. Одновременно восстановлен пост Генерального секретаря ЦК КПСС, который занял бывший Первый секретарь ЦК КПСС Л. И. Брежнев[10]. Приняты директивы пятилетнего плана развития народного хозяйства СССР на 1966—1970 годы.
- 30 марта — правительство Франции официально уведомило о решении выйти из военной организации НАТО к 1 июля 1966 года, а также потребовало вывести к 1 апреля 1967 года с территории Франции штабы, а также некоторые армейские и авиационные базы НАТО и войск США.
- 31 марта
  - Запуск советской АМС «Луна-10». 3 апреля она стала первым искусственным спутником Луны[11]
  - парламентские выборы в Великобритании, лейбористам удалось увеличить своё большинство.

### Апрель
- 22 апреля — Катастрофа L-188 в Ардморе — крупнейшая в Оклахоме погибли 83 человека.
- 23 апреля — Катастрофа Ил-14 под Баку, погибли 33 человека (самолёт не был найден).
- 26 апреля — в Ташкенте произошло сильное землетрясение, в результате которого была значительно разрушена центральная часть города.
- 27 апреля — Катастрофа L-749 под Лимой, погибли 49 человек.
- 29 апреля — в Хабаровском крае потерпел крушение самолёт Ту-16К авиации ВМФ ССР, экипаж в составе 6 человек погиб[12].
- 30 апреля — Антон Шандор ЛаВей объявил о создании Церкви Сатаны и начале сатанинской эры. По официальному календарю Церкви Сатаны, 1966 год считается I годом Века Сатаны.

### Май
- 4 мая — итальянская фирма «FIAT» подписала договор с правительством СССР о строительстве автомобильного завода (в будущем – ВАЗ).
- 24 мая — декретом № 34 Высшего военного совета федеративная Нигерия провозглашена унитарной республикой. Все политические партии и организации запрещены[13].
- 26 мая — провозглашена независимость Британской Гвианы, которая стала называться Гайаной[14].
- 27 мая — в Финляндии сформировано правительство во главе с лидером Социал-демократической партии Рафаэлем Паасио.

### Июнь
- 1 июня — на президентских выборах в Доминиканской Республике победил Хоакин Балагер[15].
- 3 июня — старт Джемини-9А (США), приземление 6 июня. Экипаж — Томас Стаффорд, Юджин Сернан.
- 5 июня — второй в истории выход в открытый космос американского астронавта Юджина Сернана.
- 12 июня — в Киеве начата успешная эксплуатации[16] первого в мировой практике[17][18] троллейбусного поезда[19][20] изобретателя Владимира Веклича[21][22].
- 13 июня — в Китайской Народной Республике провозглашена реформа системы образования[23].
- 16 июня — создан Азиатско-Тихоокеанский совет (АЗПАК), в который вошли Япония, Австралия, Новая Зеландия, Таиланд, Филиппины, Малайзия, Тайвань, Южная Корея и Южный Вьетнам.
- 28 июня — военный переворот в Аргентине, гражданское правительство президента Артуро Умберто Иллии свергнуто. Пришедшая к власти Революционная хунта на следующий день назначила президентом генерал-лейтенанта Хуана Карлоса Онганиа[24].
- 29 июня — правительство Ирака во главе с Абдель Рахманом аль-Баззазом подписало соглашение о мирном урегулировании курдской проблемы. Фактически не выполнялось после отставки правительства в августе[25].

### Июль
- 6 июля — государство Малави провозглашено республикой.
- 7 июля — в городе Джибла (Йеменская Арабская Республика) открылся II съезд Национального фронта освобождения оккупированного юга Йемена, провозгласивший НФООЮЙ единственной политической организацией, представляющей интересы народа Южного Йемена[26].
- 11 июля — открытие восьмого по счёту чемпионата мира по футболу, который прошёл в Англии. Английская сборная победила в финале сборную ФРГ, выиграв свой первый кубок чемпионов мира.
- 18 июля — старт Джемини-10 (США), приземление 21 июля. Экипаж — Джон Янг, Майкл Коллинз.
- 19 июля — Майкл Коллинз выполнил свой первый и третий в истории Америки выход в открытый космос с борта космического корабля Джемини-10.
- 20 июля — выход Майкла Коллинза с борта космического корабля «Джемини-10» к ракетной ступени «Аджена».
- 23 июля — в Томской области основан город Стрежевой.
- 28 июля — Постановлением Совета Министров СССР и ВЦСПС Об организации Всесоюзного социалистического соревнования в сельском хозяйстве переходящие Красные знамёна стали вручаться колхозам, совхозам, районам, краям и областям, победившим в социалистическом соревновании. До 1966 года вручались только на промышленных предприятиях[27].
- 29 июля — второй военный переворот в Нигерии. Председатель Высшего военного совета генерал Джонсон Агийи-Иронси расстрелян собственной охраной в Ибадане. Новым главой государства стал начальник штаба армии подполковник Якубу Говон. Восстановлено федеративное устройство страны[28].

### Август
- 1 августа — в результате военного переворота президентом Нигерии стал Якубу Говон.
- 6 августа — Катастрофа BAC 1-11 под Фолс-Сити — крупнейшая в штате Небраска (42 погибших).
- 9 августа
  - В Ираке отправлено в отставку гражданское правительство Абдель Рахмана аль-Баззаза. Премьер-министром стал Наджи Талеб[25].
  - В Ливии заговорщики во главе с Муаммаром Каддафи провели тайное совещание в окрестностях Сирта и разработали план свержения монархии.
- 12 августа — отставка правительства Йеменской Арабской Республики во главе с Хасаном аль-Амри[29].
- 27 августа — Авария Ил-18 в Архангельске.

### Сентябрь
- 6 сентября — премьер-министр и идеолог апартеида в ЮАР Хендрик Фервуд смертельно ранен в парламенте города Кейптаун.
- 9 сентября — Катастрофа Ан-2 под Батуми.
- 11 сентября — в Москве на Красной площади принята Клятва молодёжи СССР[30].
- 12 сентября — в Лагосе открылась Всенигерийская конституционная конференция по будущему государственному устройству страны[31].
- 12 сентября — старт космического корабля «Джемини-11» (США, приземление 15 сентября). Экипаж — Чарльз Конрад, Ричард Гордон.
- 18 сентября — президент Йеменской Арабской Республики маршал Абдалла ас-Салляль возглавил правительство страны после отставки кабинета Хасана аль-Амри в августе, укрепив в нём позиции радикальных республиканцев и сократив представительство племенной знати[32].
- 26 сентября — в Йеменской Арабской Республике произошло вооружённое столкновение между войсками египетского экспедиционного корпуса и местными националистами. После этого ЙАР потребовала «полной независимости», вывода египетских войск и снятия Анвара Садата с поста личного представителя Г. А. Насера в Северном Йемене[33].
- 29 сентября
  - В Восточной области Нигерии начались кровавые межэтнические столкновения и погромы. Всенигерийская конституционная конференция по будущему государственному устройству страны прервана, Страна оказалась на грани развала на отдельные государства[34].
  - Английский протекторат Бечуаналенд получил независимость, новое государство получило название Ботсвана[35].

### Октябрь
- 2 октября — глава военного правительства Нигерии подполковник Якубу Говон выступил по федеральному радио с осуждением межнациональных столкновений и высказался за единство страны[36].
- 4 октября — британский протекторат Басутоленд получил независимость и принял название Королевство Лесото[35].
- 5 октября — Конфликт в корейской демилитаризованной зоне (1966—1969).
- 11 октября — в Корейской Народно-Демократической Республике, действующий лидер Ким Ир Сен, упразднил должность Председателя Центрального Комитета Трудовой Партии Кореи и стал 1-м Генеральным секретарём Центрального Комитета ТПК, что ознаменовало переход к брежнивистскому курсу.
- 14 октября — массовые антибританские демонстрации в Адене по призыву Национального фронта освобождения оккупированного юга Йемена[37].
- 16 — 22 октября — проведение в 30 городах США недели национального протеста против призыва в армию.
- 21 октября — командующий ВВС армии Лаоса генерал Тхао Ма пытался совершить военный переворот. Попытка провалилась, Тхао Ма бежал в Таиланд[38].

### Ноябрь
- 3–4 ноября — в результате наводнения во Флоренции (Италия) и окрестностях погиб 101 человек и нанесён большой материальный ущерб.
- 7 ноября
  - В Индии партия Джан сангх организовала поход к парламенту с требованием запретить убой коров. Поход перерос в погромы правительственных учреждений[39].
  - В Сеуле принята учредительная Хартия Всемирной антикоммунистической лиги.
- 10 ноября — после отставки Шона Лемасса премьер-министром Ирландии стал Джон Линч.
- 11 ноября — старт космического корабля «Джемини-12» (США), приводнение 15 ноября. Экипаж — Джеймс Ловелл, Эдвин Олдрин.
- 17 ноября — Генеральная Ассамблея ООН приняла решение о создании Организации Объединенных Наций по промышленному развитию (ЮНИДО)
- 21 ноября — попытка военного переворота в Того.
- 22 ноября — Катастрофа Ил-18 в Алма-Ате, погибли 3 из 68 пассажиров.
- 24 ноября — Катастрофа Ил-18 под Братиславой, погибли 82 человека. Крупнейшая авиакатастрофа в истории Чехословакии.
- 26 ноября — на парламентских выборах в Австралии победила правая Либерально-Национальная коалиция Национальной и Либеральной партий, получившая 50% голосов и 82 из 124 мест в парламенте,
- 28 ноября
  - Военный переворот в Бурунди. Король Нтаре V свергнут, страна провозглашена республикой. Президентом стал полковник Мишель Мичомберо.
  - При попытке пересечения реки Обь между посёлком Затон и городом Колпашево (Колпашевский район Томской области) автобус ПАЗ-652 провалился под лёд, погибли 28 человек.
- 29 ноября — в деревне Хамр (Йеменская Арабская Республика) открылся III съезд Национального фронта освобождения оккупированного юга Йемена, провозгласивший отказ от союза с Фронтом освобождения оккупированного юга Йемена (ФЛОСИ) и продолжение самостоятельной вооружённой борьбы с британским протекторатом[40].
- 30 ноября — британская колония — остров Барбадос получил независимость.

### Декабрь
- 1 декабря — в ФРГ сформировано правительство «большой коалиции» из представителей блока ХДС—ХСС и СДПГ. Новым канцлером избран К. Кизингер.
- 2 декабря — Генеральная Ассамблея ООН утвердила представителя Бирмы У Тана Генеральным секретарём ООН сроком на пять лет[41].
- 12 декабря — Национальный фронт освобождения оккупированного юга Йемена официально объявил о выходе из состава Фронта освобождения оккупированного юга Йемена (ФЛОСИ)[40].
- 14 декабря — президент Йеменской Арабской Республики маршал Абдалла ас-Салляль на митинге в Сане объявил о создании правящей партии — Народный революционный союз[42].
- 16 декабря — Совет Безопасности ООН ввёл обязательное эмбарго на поставки нефти и нефтепродуктов Южной Родезии[43].
- 19 декабря — создан Азиатский банк развития[44].
- 21 декабря — в Греции ушло в отставку правительство Стефаноса Стефанопулоса, новое правительство возглавил Иоаннис Параскевопулос.
- 24 декабря — Катастрофа CL-44 в Дананге.
- 28 декабря — утром правительство Судана заявило о подавлении попытки переворота. Арестованы ряд младших офицеров и лидеры Коммунистической партии Судана[45].

## Персоны года
Человек года по версии журнала Time — «Бэби-бумеры» (абстрактное понятие).

## Родились
См. также: Категория:Родившиеся в 1966 году

### Январь
- 2 января
  - Олег Видеман, российский оперный певец, заслуженный артист России.
  - Шивон Финнеран, британская актриса кино и телевидения.
  - Ольга Пашкова, советская и российская актриса театра и кино.
- 3 января — Ильда́р Жандарёв, российский тележурналист и телеведущий.
- 4 января — Тигран Кеосаян, российский кинорежиссёр, актёр, сценарист и телеведущий армянского происхождения.
- 8 января
  - Мария Питилло, американская актриса.
  - Лолетта Ли, гонконгская актриса и модель.
- 9 января — Кэнди Майло, американская актриса и певица.
- 12 января — Оливье Мартинес, французский актёр.
- 13 января — Ирина Апексимова, российская актриса и режиссёр театра и кино, театральный деятель, певица, телеведущая. Директор Московского государственного театра драмы и комедии на Таганке с марта 2015 года.
- 14 января — Марко Хиетала, финский композитор и поэт, бас-гитарист и вокалист групп Tarot и Nightwish.
- 15 января — Егор Кончаловский, российский киноактёр, кинорежиссёр, сценарист и продюсер.
- 19 января — Антуан Фукуа, американский кинорежиссёр и продюсер.
- 20 января — Трэйси Ганз, американский гитарист и автор песен, известный как основатель глэм-метал группы L.A. Guns, а также супергрупп Brides of Destruction и Contraband.
- 21 января — Фархат Абдраимов, казахстанский актёр.
- 24 января
  - Жюли Дрейфус, французская актриса.
  - Карин Виар, французская актриса театра, кино и телевидения.
  - Елена Масюк, российский журналист и телеведущая.
- 25 января — Флоранс Жанти, французская актриса.
- 26 января — Артём Шейнин, российский журналист и телеведущий.
- 27 января — Тэмлин Томита, американская актриса и фотомодель.
- 29 января — Ромарио, бразильский футболист, нападающий.
- 30 января — Андрей Скоч, депутат Государственной думы Российской Федерации.
- 31 января
  - Олег Медведев, российский автор-исполнитель.
  - Декстер Флетчер, британский актёр, сценарист и режиссёр.

### Февраль
- 1 февраля
  - Елена Николаева, советская и российская спортсменка, олимпийская чемпионка 1996 года, чемпионка мира, легкоатлетка, специалист по спортивной ходьбе.
  - Эдита Юнговская, польская актриса театра, телевидения, кино, радио и кабаре; также актриса озвучивания.
- 2 февраля — Андрей Чесноков, советский и российский теннисист, заслуженный мастер спорта России.
- 3 февраля — Фрэнк Корачи, американский кинорежиссёр.
- 5 февраля — Вивьен Ву, китайская актриса.
- 9 февраля — Жюстин Бейтман, американская актриса, сценарист и продюсер.
- 11 февраля — Дьедонне Мбала Мбала, французский комедиант, актёр, политический активист.
- 12 февраля — Лохлин Манро, канадский актёр.
- 13 февраля
  - Нил Макдонаф, американский актёр.
  - Михаил Мамаев, российский актёр.
- 18 февраля — Сергей Макаров, российский актёр.
- 20 февраля — Синтия «Синди» Энн Кроуфорд, американская супермодель, ведущая MTV, актриса.
- 22 февраля — Рэйчел Дрэч, американская актриса, комедиантка, сценарист и продюсер.
- 23 февраля
  - Екатерина Гранитова-Лавровская, российский театральный режиссёр, драматург, доцент кафедры режиссуры драмы РАТИ-ГИТИС.
  - Алешандри Боржис, бразильский актёр, продюсер.
- 24 февраля
  - Билли Зейн, актёр и продюсер.
  - Бен Миллер, британский комедийный актёр и режиссёр.
- 25 февраля
  - Теа Леони, американская актриса и продюсер.
  - Саманта Филлипс, американская актриса, фотомодель, ведущая и продюсер.
  - Нэнси О’Делл, американская журналистка, телеведущая и актриса.
  - Андрей Селиванов, российский кинорежиссёр и сценарист.
  - Алексис Денисоф, американский актёр.
- 26 февраля
  - Дженнифер Грант, американская актриса и сценарист.
  - Фэй Рипли, английская актриса и писательница.
  - Михаил Хмуров, российский и голливудский актёр кино и телевидения.
- 27 февраля
  - Донал Лог, канадский актёр, продюсер, режиссёр, сценарист.
  - Балтазар Кормакур, исландский актёр, кинорежиссёр и продюсер.
  - Дмитрий Алексеевич Фролов, российский режиссёр независимого кино.

### Март
- 1 марта — Зак Снайдер, режиссёр, сценарист и продюсер («Бэтмен против Супермена: На заре справедливости», «300 спартанцев», «Хранители», «Человек из стали», «Рассвет мертвецов»).
- 2 марта — Нина Морато, французская певица и актриса, представительница Франции на конкурсе песни Евровидение 1994.
- 3 марта 
  - Хайди Сведберг, американская актриса и музыкант.
  - Михаил Мишустин, председатель правительства Российской Федерации
- 7 марта — Джой Таннер, канадская актриса.
- 14 марта — Элиз Нил, американская актриса.
- 15 марта — Дорота Хотецкая, польская актриса театра, кино и телевидения.
- 17 марта — Хосе Гарсиа, французский актёр испанского происхождения.
- 20 марта — Джессика Ланди, американская актриса.
- 23 марта
  - Олег Кононов, российский футболист и тренер.
  - Марин Хинкль, американская актриса.
- 25 марта — Татьяна Патитц, немецкая актриса и модель.
- 25 марта — Дмитрий Квартальнов, главный тренер «ЦСКА»
- 27 марта — Александр Пономарёв, российский военнослужащий, участник Второй чеченской войны.
- 28 марта — Сергей Бугаев, советский и российский художник, музыкант и актёр.

### Апрель
- 1 апреля — Александр Сладков, российский военный журналист, специальный корреспондент студии общественно-политических программ ВГТРК.
- 2 апреля — Тедди Шерингем, английский футболист.
- 3 апреля — Надежда Емельянова, российский востоковед, кандидат исторических наук.
- 4 апреля
  - Маргарита Шубина, советская, российская и украинская актриса и режиссёр. Заслуженная артистка России (2009).
  - Нэнси Маккеон, американская актриса, кинорежиссёр, сценарист и кинопродюсер.
- 8 апреля — Робин Райт, американская актриса и режиссёр.
- 9 апреля — Синтия Никсон, американская актриса и театральный режиссёр.
- 10 апреля — Павел Филип, молдавский политический деятель, премьер-министр Молдавии с 2016 года.
- 11 апреля — Лиса Стэнсфилд, английская певица.
- 13 апреля
  - Оливье Монтсеррат, мексиканская телеведущая, фотомодель и актриса.
  - Дмитрий Калинин, Актёр, режиссёр, драматург. Член Союза театральных деятелей Российской Федерации.
- 15 апреля
  - Саманта Фокс, английская певица.
  - Елена Галибина, российская актриса театра и кино.
- 17 апреля — Евгений Владимирович Белошейкин, советский хоккеист, вратарь. Мастер спорта СССР международного класса.
- 18 апреля — Ирина Феофанова, актриса («Комедия о Лисистрате», «Операция Кооперация»).
- 20 апреля — Пётр Кулешов, российский телеведущий и актёр, ведущий интеллектуальной телевикторины «Своя игра».
- 21 апреля
  - Андрей Жигалов, актёр, профессиональный клоун.
  - Мишель Гомес, шотландская актриса кино и телевидения.
- 22 апреля
  - Джеффри Дин Морган, американский актёр.
  - Дана Бэррон, американская актриса.
- 24 апреля — Кузнецов, Андрей Иванович — советский и российский волейболист.
- 29 апреля — Вадим Горшенин — российский журналист и медиаменеджер, председатель совета директоров холдинга интернет-ресурсов «Правда. Ру».

### Май
- 4 мая — Дмитрий Лаленков, украинский актёр Киевского академического театра драмы и комедии на левом берегу Днепра, Заслуженный артист Украины.
- 5 мая — Ирина Салтыкова, российская поп-вокалистка.
- 6 мая
  - Вячеслав Двинин, советский и российский бас-гитарист, контрабасист, автор песен, аранжировщик, звукорежиссёр, саунд продюсер, участник группы «Чайф».
  - Эми Хантер, американская актриса и фотомодель.
- 8 мая
  - Марта Санчес, испанская певица, актриса.
  - Ева Грам Шьолдагер, датская актриса.
- 11 мая — Кристоф Шнайдер, немецкий музыкант, под прозвищем «Doom» наиболее известный как ударник немецкой индастриал-метал группы Rammstein.
- 16 мая — Джанет Джексон, американская певица
- 18 мая — Тереза Виллаверди, португальский кинорежиссёр и сценарист.
- 20 мая — Джина Равера, американская актриса.
- 21 мая — Лиза Эдельштейн, американская актриса и драматург.
- 24 мая
  - Эрик Кантона, французский футболист, нападающий
  - Элена Раналди, бразильская актриса.
  - Виктор Шамиров, российский актёр и режиссёр театра и кино, сценарист и продюсер.
- 26 мая — Хелена Бонем Картер, английская актриса.
- 28 мая — Эшли Лоренс, американская киноактриса.
- 29 мая — Сергей Троицкий (Паук), российский рок-музыкант.

### Июнь
- 5 июня — Лев Хасис, российский менеджер и предприниматель.
- 7 июня — Томас Маккарти, американский актёр, сценарист и режиссёр.
- 8 июня
  - Йенс Кидман, вокалист и бывший гитарист шведской метал-группы Meshuggah.
  - Джулианна Маргулис, американская актриса.
  - Тигран Нагдалян, армянский журналист (ум. в 2002 году)
- 9 июня — Ян Вэйн, нидерландский пианист, композитор, художник.
- 13 июня — Перельман, Григорий Яковлевич, российский математик, доказавший гипотезу Пуанкаре.
- 16 июня — Юлия Латынина, российский журналист и писатель.
- 22 июня — Эмманюэль Сенье, французская актриса, модель, певица
- 27 июня
  - Дж. Дж. Абрамс, продюсер, сценарист, режиссёр, актёр, композитор
  - Виктор Дробыш, российский композитор и музыкальный продюсер, заслуженный артист России.
- 28 июня
  - Джон Кьюсак, актёр, продюсер
  - Наталья Штурм, российская певица и писательница.
- 30 июня — Майк Тайсон, американский боксёр, чемпион мира в супертяжёлой весовой категории.
- 30 июня — Мартон Чокаш, новозеландский киноактёр венгерского происхождения

### Июль
- 5 июля
  - Джанфранко Дзола, итальянский футболист, футбольный тренер.
  - Клаудия Уэллс, американская актриса.
- 6 июля — Ники Монделлини, известная мексиканская актриса итальяно-британского происхождения и телеведущая.
- 9 июля — Памела Эдлон, американская актриса.
- 10 июля — Джина Беллман, английская актриса.
- 11 июля
  - Дебб Даннинг, американская актриса, мультипликатор и фотомодель.
  - Кэнтаро Миура, японский мангака.
- 12 июля — Ана Торрент, испанская актриса.
- 14 июля — Таня Донелли, американская певица, гитаристка.
- 15 июля
  - Ирен Жакоб, актриса
  - Аманда Форман, американская актриса.
- 19 июля — Нэнси Карелл, американская актриса и комедиантка.
- 21 июля
  - Татьяна Лазарева, российская актриса, комик, телеведущая, лауреат премии «ТЭФИ».
  - Ария Барейкис, американская актриса.
- 22 июля — Иван Охлобыстин, российский актёр и сценарист.
- 23 июля — Марина Зубанова, российская актриса театра и кино.
- 26 июля — Анна Рита дель Пиано, итальянская киноактриса и театральный режиссёр.
- 29 июля — Владислав Петрушко, российский церковный историк, игрок Что? Где? Когда?.
- 30 июля — Керри Фокс, новозеландская актриса и сценарист.

### Август
- 7 августа — Джимми Уэйлс, основатель Википедии, президент Фонда Викимедиа.
- 11 августа — Элина Лёвенсон, американская актриса румынского происхождения.
- 14 августа — Хэлли Берри, американская актриса.
- 15 августа — Таша ди Вашконселуш, канадская фотомодель и актриса португало-английского происхождения.
- 18 августа
  - Борис Крюк, ведущий телеигры Что? Где? Когда?.
  - Сарита Чоудхури, английская актриса.
- 19 августа
  - Элоиза Периссе, бразильская актриса кино и телевидения.
  - Лилиан Гарсия, испано-американская певица и ринг-аннонсер, работающая в World Wrestling Federation (WWE).
- 22 августа — Ольга Сумская, советская и украинская актриса, телеведущая.
- 25 августа — Трейси-Энн Оберман, английская актриса и сценарист.
- 26 августа — Ширли Мэнсон, музыкант из Шотландии, актриса и вокалистка рок-группы Garbage.

### Сентябрь
- 1 сентября
  - Борис Бирман, российский актёр, бард, кинорежиссёр и сценарист.
  - Кен Левин, американский геймдизайнер, творческий директор и один из основателей компании Irrational Games.
- 2 сентября
  - Сальма Хайек, мексикано-американская актриса, режиссёр, продюсер и певица ливанского происхождения.
  - Так Уоткинс, американский актёр
- 4 сентября — Яна Дягилева, советская рок-певица, поэтесса, автор песен, участница групп «Гражданская оборона», «Великие Октябри» и др. (ум. в 1991).
- 8 сентября 
  - Карола, шведская поп-певица и композитор.
  - Павел Астахов, российский государственный деятель, адвокат, телеведущий и писатель.
- 9 сентября
  - Адам Сэндлер, американский комик, актёр, музыкант, сценарист и кинопродюсер.
  - Георг Хакль, немецкий саночник, трёхкратный олимпийский чемпион.
  - Мишель Мюллер, французский актёр, режиссёр, сценарист.
- 10 сентября — Джо Ньювендайк, канадский хоккеист, центральный нападающий клуба НХЛ «Торонто Мейпл Лифс», олимпийский чемпион 2002 года.
- 11 сентября — Лада Дэнс, советская и российская эстрадная джазовая певица и актриса.
- 12 сентября — Антон Златопольский, российский медиаменеджер, продюсер кино и телевидения, общественный деятель.
- 15 сентября — Сергей Осипьян, советский и российский кинорежиссёр.
- 16 сентября — Соледад О’Брайен, американская телеведущая и журналистка.
- 21 сентября
  - Ингра Либерту, бразильская актриса.
  - Ольга Арефьева, российская певица, музыкант, поэтесса.
- 23 сентября — Ёсинори Китасэ, игровой дизайнер, продюсер и сценарист.
- 24 сентября
  - Степан Михалков, российский актёр и предприниматель в области ресторанного бизнеса.
  - Стейси Галина, американская телевизионная актриса.
- 25 сентября
  - Джейсон Флеминг, британский актёр («Карты, деньги, два ствола», «Большой куш»).
  - Никколо Амманити, итальянский писатель.
- 26 сентября
  - Натя Брункхорст, немецкая актриса, кинорежиссёр, сценарист и кинопродюсер.
  - Джиллиан Барбери, канадская актриса, журналистка и телеведущая.
- 28 сентября
  - Лейлани Сарелл, актриса театра и кино.
  - Мария Кэнелс-Баррера, американская актриса, комедиантка и певица.
  - Беллина Логан, американская актриса.
- 29 сентября — Алексей Федорченко, российский кинорежиссёр, продюсер кинокомпании «29 февраля».
- 30 сентября — Игорь Черневич, советский и российский актёр театра и кино.

### Октябрь
- 2 октября — Лидия Вележева, советская и российская актриса театра и кино.
- 3 октября — Натали Рейтано, американская актриса, телеведущая, комедиантка, певица, телепродюсер и тренер по аэробике.
- 5 октября — Терри Раннелс, американская реслерша, валет и телеведущая.
- 6 октября
  - Жаклин Обрадорс, американская актриса.
  - Александр Махнач, советский и российский певец и музыкант. Участник панк-группы «Юго-Запад». Автор и исполнитель большинства песен группы «Бивни».
- 8 октября — Керстин Гир, немецкая писательница.
- 9 октября
  - Дэвид Кэмерон, премьер-министр Великобритании.
  - Тим Херлихи, американский киноактёр, кинопродюсер, сценарист и автор шоу на Бродвее.
- 10 октября — Бай Лин, американская актриса китайского происхождения.
- 11 октября — Люк Перри, американский актёр (ум. в 2019).
- 12 октября
  - Алексей Кортнев, российский музыкант, лидер группы «Несчастный случай».
  - Брайан Кеннеди, ирландский певец и композитор.
- 13 октября — Максим Мошков, деятель Рунета, создатель «Библиотеки Максима Мошкова».
- 14 октября — Евгений Григорьев, автор-исполнитель, композитор и музыкант.
- 17 октября
  - Марк Гэтисс, английский актёр, сценарист, продюсер и писатель.
  - Сергей Высокосов, советский и российский музыкант, композитор, автор песен.
- 18 октября — Сэм Дженкинс, американская актриса.
- 19 октября — Джон Фавро, американский актёр, кинорежиссёр, продюсер и сценарист.
- 20 октября — Штефан Рааб, немецкий телеведущий, артист, комик, музыкант и музыкальный продюсер.
- 21 октября — Игорь Григорьев, журналист, продюсер, музыкант, основатель журнала ОМ.
- 22 октября — Татьяна Овсиенко, певица.
- 23 октября — Вера Зотова, российская актриса.
- 24 октября
  - Оксана Сташенко, российская актриса театра и кино, певица. Заслуженная артистка России (2009), народная артистка Республики Южная Осетия (2011).
  - Роман Абрамович, российский предприниматель и политик.
- 25 октября — Кейша, американская порноактриса и эротическая танцовщица.
- 26 октября
  - Стив Валентайн, шотландский актёр, музыкант и иллюзионист.
  - Джейн Хайдук, американская актриса.
  - Резеда Галимова, российская оперная певица (лирическое сопрано).
- 27 октября — Марко Перкович Томпсон, хорватский певец и музыкант.
- 28 октября
  - Крис Бауэр, американский актёр кино и телевидения.
  - Энди Рихтер, американский комедийный актёр кино, телевидения и озвучивания, сценарист, телеведущий, изредка выступает как продюсер.
- 31 октября — Майк О’Мэлли, американский актёр кино и телевидения.

### Ноябрь
- 2 ноября — Дэвид Швиммер, американский актёр и режиссёр («Друзья»).
- 3 ноября — Галина Бокашевская, российская актриса театра и кино. Заслуженная артистка России (2006).
- 4 ноября
  - Сергей Трофимов, российский автор-исполнитель песен, музыкант, поэт.
  - Сергей Пахомов, советский и российский художник-авангардист, певец и актёр-любитель.
  - Петра Веркайк, американская фотомодель, актриса и телепродюсер.
- 6 ноября
  - Зоя Буряк, российская актриса театра и кино, заслуженная артистка России (2005).
  - Питер Делуиз, американский актёр, режиссёр, продюсер и сценарист.
- 10 ноября
  - Камиль Ларин, российский актёр театра и кино.
  - Борис Каморзин, российский актёр театра и кино.
  - Ванесса Эйнджел, американская актриса и бывшая модель.
  - Стив Маки, британский певец, автор песен, клавишник, гитарист и актёр.
- 11 ноября
  - Элисон Дуди, ирландская актриса.
  - Бенедикта Бокколи, итальянская актриса театра и кино.
- 15 ноября
  - Ольга Григорьева, российская писательница.
  - Рэйчел Тру, американская актриса.
- 16 ноября
  - Кристиан Лоренц, немецкий музыкант, клавишник немецкой индастриал-метал группы Rammstein.
  - Николай Лебедев, российский кинорежиссёр и сценарист.
- 17 ноября
  - Софи Марсо, французская киноактриса.
  - Джеф Бакли, американский рок-певец, композитор.
  - Кейт Себерано, австралийская певица, автор песен и актриса.
- 18 ноября — Marusha, немецко-греческая девушка-диджей.
- 22 ноября
  - Майкл К. Уильямс, американский актёр («Прослушка», «Подпольная империя»).
  - Эдуард Флёров, российский актёр театра и кино.
- 23 ноября
  - Венсан Кассель, французский актёр.
  - Мишель Гомес, шотландская актриса кино и телевидения.
- 25 ноября — Билли Бёрк, американский актёр.
- 26 ноября
  - Гарсель Бове, американская актриса и бывшая фотомодель.
  - Кристин Бауэр, американская актриса.
  - Владимир Березин, русский писатель-прозаик, критик, эссеист.
- 27 ноября — Марина Давыдова, российский театровед и театральный критик.
- 29 ноября
  - Алла Духова, советский и российский профессиональный хореограф, основательница и художественный руководитель международного балета «Тодес».
  - Евгений Миронов, советский и российский актёр театра и кино, народный артист России.
- 30 ноября
  - Леонид Казинец, российский предприниматель, «Почётный строитель России».
  - Дипа Сахи, индийская актриса и продюсер.

### Декабрь
- 1 декабря
  - Эндрю Адамсон, новозеландский кинорежиссёр и продюсер.
  - Кэтрин Ланаса, американская актриса, хореограф и бывшая балерина.
  - Эдуар Бер, французский актёр, сценарист, режиссёр и продюсер.
- 4 декабря
  - Фред Армисен, американский комик, актёр и музыкант.
  - Сергей Бызгу, российский актёр театра и кино Заслуженный артист России (2010).
- 5 декабря
  - Йохан Ренк, шведский музыкант, клипмейкер и кинорежиссёр.
  - Патрисия Каас, французская певица и актриса.
- 7 декабря — Си Томас Хауэлл, американский актёр и режиссёр,
- 8 декабря — Шинейд О’Коннор, ирландская певица и композитор.
- 12 декабря — Тарик Такийа, алжирский кинорежиссёр и сценарист.
- 14 декабря — Лукресия Мартель, аргентинский кинорежиссёр, сценарист и продюсер.
- 15 декабря — Молли Прайс, американская актриса.
- 17 декабря — Валерий Люкин, советский гимнаст, двукратный олимпийский чемпион 1988 года.
- 20 декабря — Элен Ролле, французская актриса и певица («Элен и ребята», «Грёзы любви»).
- 21 декабря
  - Мишель Хёрд, американская актриса.
  - Кэрри Тёрнер, американская актриса.
  - Кифер Сазерленд, канадский актёр и кинорежиссёр, обладатель премий «Эмми» и «Золотой глобус».
- 23 декабря — Эндрю Марлоу, американский сценарист.
- 24 декабря — Дидрих Бадер, американский актёр.
- 26 декабря
  - Сандра Тейлор, американская модель и актриса.
  - Николай Козак, российский актёр театра и кино, заслуженный артист республики Татарстан.
- 27 декабря
  - Ева Ларю, американская актриса.
  - Билл Голдберг, американский актёр, рестлер и чемпион WWE.
- 29 декабря — Джейсон Гулд, американский актёр, сценарист и режиссёр.
- 30 декабря
  - Либор Галик, православный священник, гражданский активист, пролайфер.
  - Беннетт Миллер, американский кинорежиссёр и кинопродюсер.
- 31 декабря — Сюзан Ригвава-Дюма, оперная и джазовая певица, а также артистка оперетты и мюзикла.

## Скончались

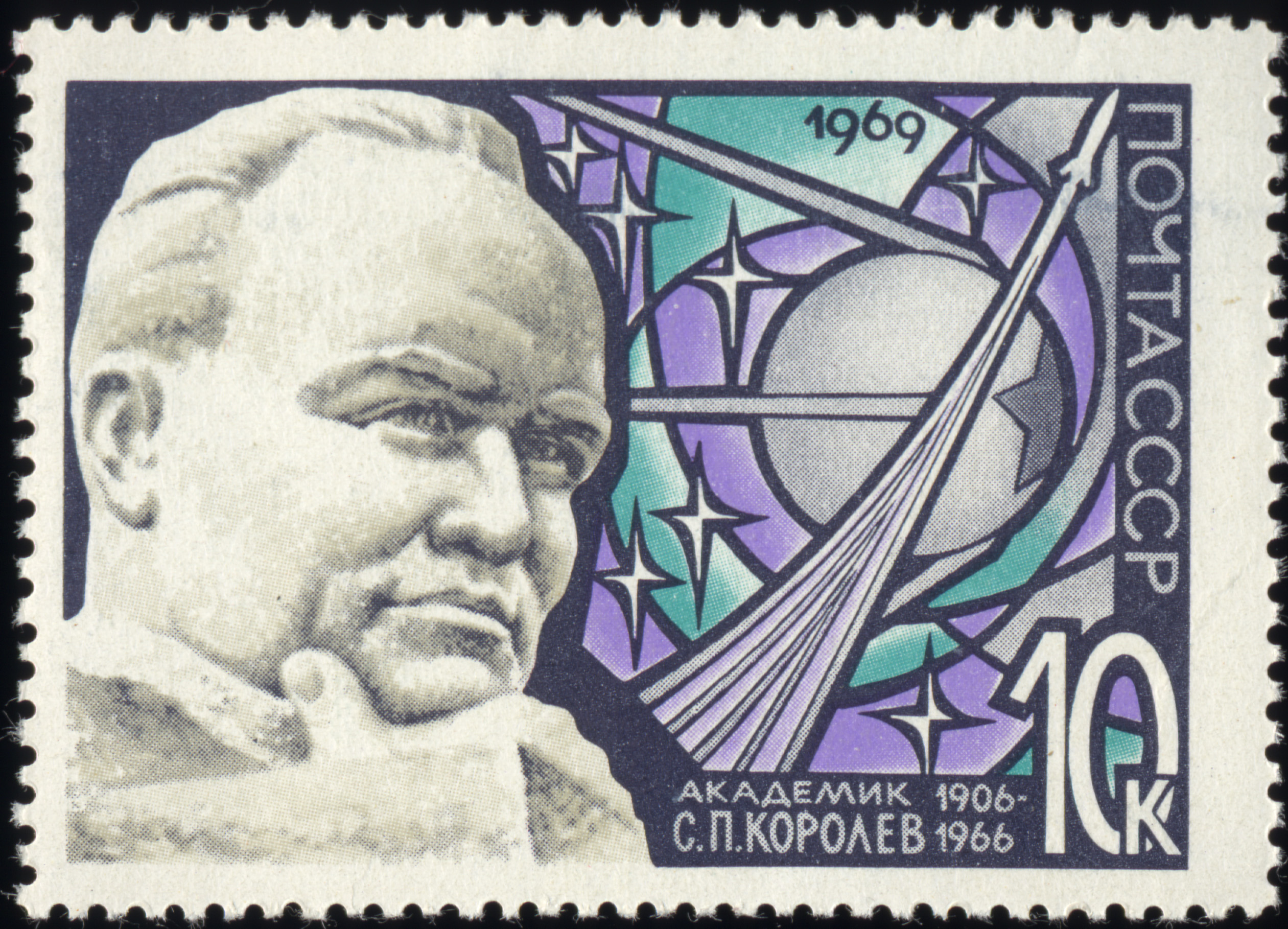
Королёв

См. также: Категория:Умершие в 1966 году'
- 1 января 
  - Венсан Ориоль, французский политический деятель, президент Франции в 1947 — 1954 годах (род. 1884)
- 11 января
  - Лал Бахадур Шастри, премьер-министр Индии.
- 14 января —Королёв, Сергей Павлович, советский конструктор ракетно-космических систем, академик, дважды Герой Социалистического Труда, основоположник практической космонавтики (род в 1907).
- 1 февраля — Бастер Китон, американский киноактёр и режиссёр, классик немой кинокомедии (род. в 1895).
- 5 марта — Анна Ахматова, русская поэтесса Серебряного века, переводчица и литературовед (род. 1889).
- 10 апреля — Ивлин Во, английский писатель (род. в 1903).
- 21 апреля — Йозеф Дитрих (р. 1892), немецкий военачальник Третьего рейха, генерал-полковник СС, личный телохранитель Адольфа Гитлера.
- 7 мая — Станислав Ежи Лец, польский сатирик, поэт, афорист (род. в 1909).
- 7 мая — Феликс Мартин Юлиус Штайнер, немецкий военачальник времён нацистской Германии, обергруппенфюрер СС и генерал войск СС. (род. в 1896).
- 30 мая — Вяйнё Валдемар Аалтонен, финский скульптор (род. в 8 марта 1894).
- 7 июня — Арп, Ханс (Жан Арп), немецкий и французский поэт, художник, график, скульптор (род. в 1886).
- 9 августа — Антанас Жмуйдзинавичюс, литовский художник (род. в 1876).
- 16 августа — Горелов Гавриил Никитич, русский художник, академик (род. 22 марта 1880)
- 14 сентября — Черкасов, Николай Константинович, советский актёр (род. в 1903).
- 7 ноября — Сутан Шарир, индонезийский политик, социалист, первый премьер-министр Индонезии.
- 16 ноября — Стефан Нарембский, польский архитектор и инженер, историк искусства, профессор (род. в 1892).
- 15 декабря — Уолт Дисней, американский художник-мультипликатор, кинорежиссёр, актёр, сценарист и продюсер (род. в 1901).

## Нобелевские премии
- Физика — Альфред Кастлер — «За открытие и разработку оптических методов исследования резонансов Герца в атомах».
- Химия — Роберт Сандерсон Малликен
- Медицина и физиология:
  - Фрэнсис Пейтон Роус — «За открытие онкогенных вирусов»;
  - Чарлз Брентон Хаггинс — «За открытия, касающиеся гормонального лечения рака предстательной железы».
- Литература:
  - Шмуэль Йосеф Агнон — «За глубоко оригинальное искусство повествования, навеянное еврейскими народными мотивами»;
  - Нелли Закс — «За выдающиеся лирические и драматические произведения, исследующие судьбу еврейского народа».
- Премия мира — не присуждалась.